# Bambi (artista)
Bambi (...) è una writer britannica, il cui lavoro si concentra sull'identità femminile contemporanea e sul suo rapporto con la cultura patriarcale.

Amy Jade (2011), Londra

Lie Lie Land (2017), Londra

The Pope Gives Us Hope (2017), Venezia

Be As Naughty As You Want (2017), Londra

È un'artista molto popolare nel mondo dello spettacolo e tra i collezionisti delle sue opere ci sono Rihanna, Adele, Robbie Williams, Brad Pitt e Mark Owen dei Take That. Il nome Bambi deriva da "bambina", nomignolo con cui era chiamata in ambito familiare.

## Opere
Bambi è nota per i suoi graffiti realizzati mediante stencil in vari luoghi di Londra e il suo primo lavoro di successo è stato nel 2011 Amy Jade, un tributo alla defunta cantante Amy Winehouse, e Diamonds A Girls Best Friend che raffigura una giovane regina Elisabetta II come la Regina di quadri e che è apparso su Time Magazine nel 2012.
Nel febbraio 2017 Bambi ha realizzato ad Islington un murale chiamato Lie Lie Land con l'ex primo ministro britannico Theresa May e il presidente americano Donald Trump ritratti nel passo di danza raffigurato nella locandina del film La La Land. L'opera è diventata un'attrazione turistica fino a quando non è stata rimossa dai nuovi proprietari nel gennaio 2018.
Nella sua prima mostra personale italiana, Bambi ha esposto durante la 57ª Biennale di Venezia con un pezzo che raffigura Papa Francesco che si protende verso un orso polare in una barca che si capovolge. Il lavoro intende far riflettere sui commenti sul cambiamento climatico fatti dal Papa alla fine del 2016.
Il 31 agosto 2017 in occasione del ventesimo anniversario della morte della principessa Diana, Bambi ha realizzato Be As Naughty As You Want in cui Diana è rappresentata nei panni di Mary Poppins mentre viene trasportata in cielo dal suo ombrello magico sotto lo sguardo del principe George e della principessa Charlotte.

## Storia
Nel 2010 il vandalismo di un famoso stencil di Bambi a Primrose Hill ha riacceso il dibattito londinese sulla conservazione della street art e ha portato i consiglieri di Islington a proporre un comitato comunitario per governare sulla sua protezione.